# Hackensack (New Jersey)
Hackensack je okresní město okresu Bergen County ve státě New Jersey ve Spojených státech amerických. Osídleno bylo v roce 1665 a až do roku 1912 neslo název New Barbadoes Township.
V roce 2006 zde žilo 43 671 obyvatel. S celkovou rozlohou 11,256 km² byla hustota zalidnění 4 081,4 obyvatel na km².